# طرح یوآرآی about
about یک طرح یوآرآی است که در مرورگرهای وب گوناگونی پیاده‌سازی شده است تا وضعیت‌های داخلی و قابلیت‌های درون‌ساخت را نشان دهد. این طرح توسط IANA به رسمیت شناخته شده و استانداردسازی شده است.
بیشترین پیاده‌سازی از این طرح، یکی about:blank است که یک سند HTML خالی را نشان می‌دهد و دیگری :about است که اطلاعاتی در مورد مرورگر نمایش می‌دهد.
با واردکردن about:about در مرورگرهای فایرفاکس، کرومیوم/کروم و شاید در چند مرورگر وب دیگر، می‌توان فهرست کاملی از پیاده‌سازی‌های این طرح را دید.